# Plumpsack (Spiel)

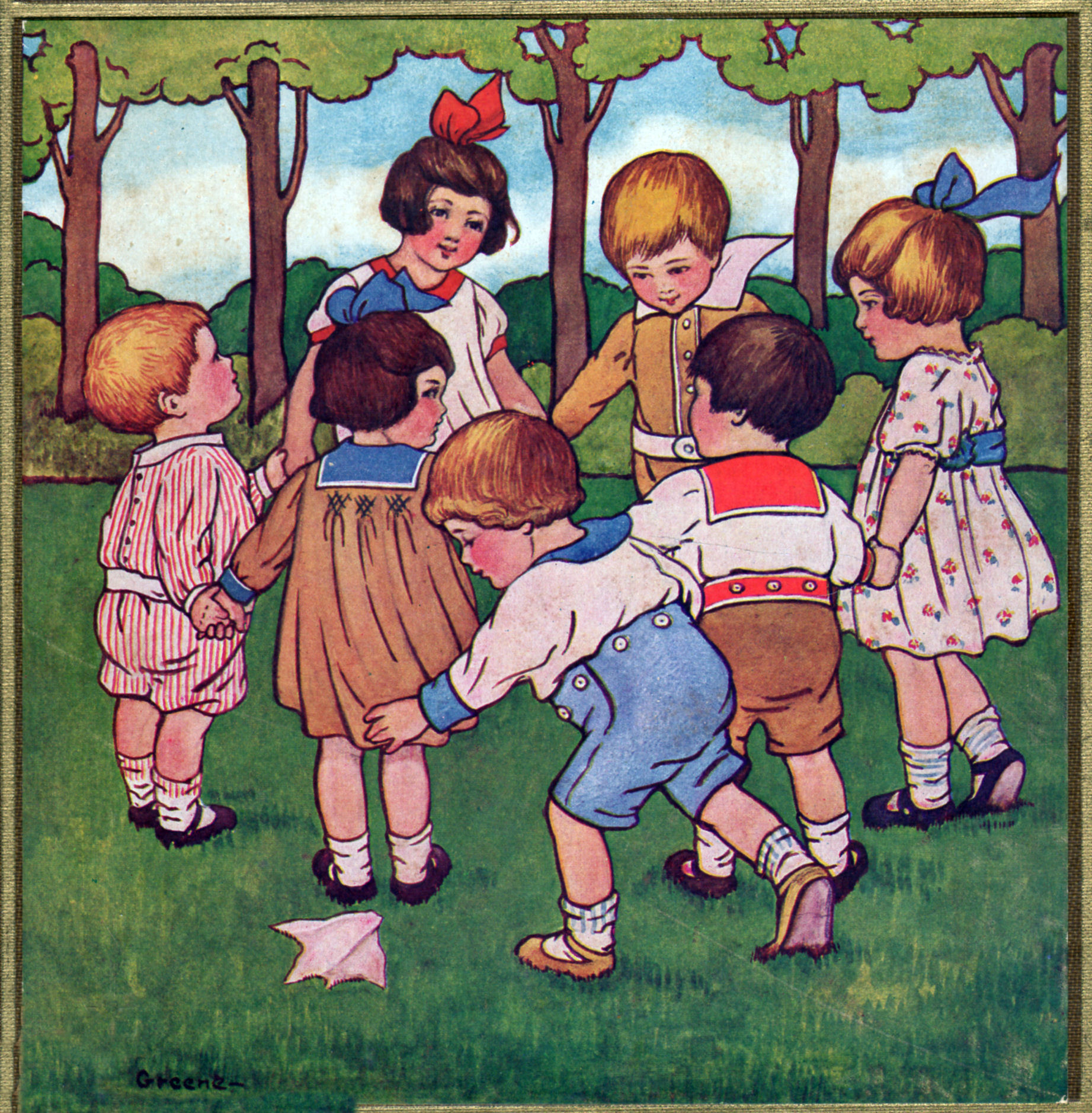
Illustration des Spiels, veröffentlicht 1911

Plumpsack oder Faules Ei ist ein sehr altes Kinderspiel. Es ist bereits für das Frühmittelalter nachweisbar. Als geselliges  Lauf- und Fangspiel erfreut es sich bis heute vor allem im Vorschulalter und bei Schulanfängern großer Beliebtheit. Es ist in unterschiedlichen Varianten und unter verschiedenen Spielbezeichnungen als Reimspiel, Spottspiel oder Singspiel in ganz Europa verbreitet.

## Begriff
Nach Jakob Heinrich Kaltschmidt ist der „Plumpsack“ oder „Klumpsack“ ursprünglich ein zusammengedrehtes Tuch zum Schlagen. Er bezieht die Spielbezeichnung damit auf das Spielgerät, mit dem der Spielfortgang bestimmt wird.
Das 1739 veröffentlichte Lexicon Manuale Latino-Germanicum des Autors Benjamin Hederich erwähnt den Plumpsack in Verbindung mit einem Narren (alberne, törichte Person).
Der Lexikograf Gerhard Wahrig führt den Begriff etymologisch auf eine Wortbildung aus lateinisch plumbum („Blei“) und deutsch „Sack“ zurück, wonach „Plumpsack“ einen „schwerfälligen“, „ungeschickten“ Menschen kennzeichnet. Diese Deutung trifft sich mit der in vielen Regionen parallel verwendeten Spielbezeichnung „Faules Ei“, mit der ein Mitspieler verhöhnt wird, der den Plumpsack hinter sich nicht bemerkt hat. Im Spielverlauf und in den Spielversen wird nicht eindeutig unterschieden, ob mit dem Plumpsack die Person oder das Spielgerät gemeint ist. Ihre Bedeutung fließt ineinander.

## Spielerzahl und Spielgerät
Für ein gelingendes Fangspiel sollten sich mindestens acht bis zehn Mitspieler zusammenfinden. Bei weniger Teilnehmern kann auch der zu bildende Spielkreis durch größere Abstände zwischen den Spielenden erweitert werden.
Als Spielgerät genügt ein Taschentuch oder Kopftuch, das mit ein oder zwei Knoten versehen wird. Das als ‚Plumpsack’ gewählte Tuch kann aber auch mit Sand oder einem kleinen Ball gefüllt werden, um bei Regelverstößen ein schlagkräftigeres Strafmittel abzugeben.

## Spielablauf
Die Spielenden bilden einen Stirnkreis, blicken also in die Kreismitte und nehmen die Hände auf den Rücken. Ein ausgelostes Kind oder der Spielleiter umrundet sodann mit dem Plumpsack in gemessenem Schritt außen den Kreis und rezitiert oder singt dabei mehrmals die Verse:
Dreht euch nicht um, der Plumpsack geht um. Wer sich umdreht oder lacht, der kriegt was auf den Puckel gekracht! Dreht euch nicht um . . .
Diese Drohung wird bei entsprechenden Verstößen auch wahrgemacht. Irgendwann wird der Plumpsack jedoch heimlich hinter einem Spieler der Kreisrunde abgelegt. Der sollte das schnellstmöglich bemerken, den Plumpsack ergreifen und den Mitspieler jagen und abschlagen, bevor dieser die frei gewordene Lücke im Kreis erreicht. Gelingt ihm dies, wird der Abgeschlagene zum neuen Kreisläufer. Verpasst er die Chance, muss er eine weitere Runde als Plumpsack mit dem Plumpsack ziehen. Erreicht er aber wieder die Stelle, wo er den Plumpsack abgelegt hat, ohne dass dieser aufgehoben wurde, muss der verschlafene Mitspieler als „Faules Ei“ unter Spottversen in die Kreismitte wechseln: Faules Ei, faules Ei, in die Mitte eins-zwei-drei! Dort muss er ausharren, bis ihn ein neues Faulei ablöst. Heutige Pädagogen lassen aufgrund des bloßstellenden Charakters (siehe Spielprobleme) die letzte Regel (Faules Ei) oft weg.

## Regionale Varianten
In den Ländern Europas haben sich mit der Zeit verschiedene Varianten des Spiels herausgebildet, die nicht nur die Abläufe, sondern auch die Spielbezeichnungen betreffen. Dieses Gesellschaftsspiel heißt auf Holländisch „zakdoekje legen“, auf Englisch „drop handkerchief“, auf Französisch „jeu de mouchoir“, was in allen drei Sprachen auf das lautlose Fallenlassen eines Taschentuches hindeutet.

### Deutschland
In Deutschland etablierten sich etwa die Liedvarianten
- „Dreht euch nicht um, der Plumpsack geht um. Wer sich umdreht oder lacht, der kriegt den Buckel schwarz gemacht.“
- „Dreht euch nicht um, der Plumpsack geht rum. Und wer sich umsieht, der kriegt einen Hieb.“ (Berlin/DDR)
- „Wer sich umdreht oder lacht, kriegt nen backs, dass es kracht.“ (Bremen)
- „Dreht euch nicht um, der Plumpsack geht herum. Wer sich umdreht oder lacht, der kriegt was auf den Puckel gekracht.“ (Niedersachsen)
- „Ein Plumpser geht herum und niemand dreht sich um. Und wer sich umdreht oder lacht, der kriegt den Puckel voller Schacht.“ (Mecklenburg/Vorpommern)
- „Der Plumpsack geht um, dreht euch nicht herum. Wer sich umdreht oder lacht, der kriegt eine auf's Dach.“ (Hessen)
- „Der Fuchs geht um, der Fuchs geht um, er wirft sein Säcklein grad und krumm, grad und krumm.“ (Baden-Württemberg)
- „Der Plumbssack geht um, er weiß nicht warum. Wer sich umdreht oder lacht, kriegt die Hucke voll gemacht.“ (Sachsen)

### England

England: Der herumlaufende Spieler wählt einen anderen aus und läuft einmal, ohne sich fangen zu lassen, um seine Mitspieler, bevor er dessen Platz einnimmt.

In englischsprachigen Ländern ist das Spiel als „Duck, duck, goose“ bekannt. In dieser Fangspielvariante sitzen oder stehen die (möglichst vielen) Teilnehmer im Kreis.

### Österreich
In Österreich singen die Kinder: „Der Plumpsack geht um, er geht um den Kreis, dass niemand was weiß, und wer ihn will haben, muss Schläge ertragen.“

### Polen
In Polen spielen die Kinder unter Rezitation der Verse:
Mam chusteczkę haftowaną, wszystkie czery rogi,
kogo kocham, kogo lubie rzucę mu pod nogi.
Tej nie kocham, tej nie lubię, tej nie pocaluję,
a chusteczkę haftowaną tobie podaruję.
("Ich habe ein besticktes Taschentuch, an allen vier Ecken, /
Wen ich liebe, wen ich mag, dem lege ich es vor die Füße. /
Diese liebe ich nicht, diese mag ich nicht, diese küsse ich nicht, /
und dir gebe ich mein besticktes Taschentuch.")

### Schweiz
In der Schweiz kennt man das Spiel unter der Schreib- und Ausspracheweise Plumpssack, aber auch als Faules Ei oder Fätzli g’leit bzw. Lumpeleggis. Der Plumpsack kann dort auch als „Polizist“ oder „Fuchs“ auftreten. Die Spielverse lauten in Abwandlungen beispielsweise
- „Lueged nid ume de Fuchs gaht ume, lueged zrugg, de Fuchs gaht über d’ Brugg.“ (Standarddeutsch: „Schaut nicht um, der Fuchs geht um, schaut zurück, der Fuchs geht über die Brücke.“) (Bern, Aargau, Zürich)
- „Dreht euch nicht um, der Plumpsack geht um. Wer sich umsieht, der kriegt einen Hieb!“
- „Fätzli g’leit, niemerem gseit, lyge loh wo’s isch, süsch chunnt dä Polizist und rüärt di uf dä Mischt!“ (Standarddeutsch: „Stofffetzen gelegt, niemandem gesagt, liegen lassen, wo’s ist, sonst kommt der Polizist, und wirft dich auf den Mist!“) (St. Gallen)[10]
- „1,2,3 ins faule Ei“
- „Fuule, fuule Eiertätsch, d’Mueter git der Fuditätsch.“ (Standarddeutsch: „Fauler, fauler Eiertätsch, die Mutter gibt dir [Hintern versohlen].“)

## Spielprobleme
Nach den Beobachtungen der Spielwissenschaftler Warwitz und Rudolf ergeben sich bei dem Spiel, das sie spielsystematisch unter die Kategorie der Hämespiele einordnen, immer wieder Weinszenen, wenn ein sehr sensibles Kind, mit Spottversen überzogen, als „Faules Ei“ aus dem Spiel genommen und in der Mitte der Spielenden ausgesetzt wird. Es erfordert deshalb pädagogisches Feingefühl und eine gewisse Erfahrung des Spielleiters mit dieser nicht problemfreien Spielgattung, damit sehr empfindliche Kinder durch Gelächter der anderen nicht verstört und in den Spielverdruss gedrängt werden. Sie empfehlen dazu spieltaktische Maßnahmen, wie etwa eine schnelle Ablösung aus der als peinlich empfundenen Rolle des ‚Faulen Eis’, etwa dadurch, dass der Spielleiter selbst mal zum ‚Faulei’ gerät und damit das Qualerlebnis eines vorübergehenden Ausgegrenztseins für alle entspannt.